# Рентна марка
Німецька рентна марка (нім. Rentenmark)Rentenmarkⓘ — грошова одиниця Веймарської республіки з'явилася в обігу з 15 жовтня 1923 року. 1 рентна марка розділялася на 100 рентенпфенніги. В обігу знаходилися монети номіналами 1, 2, 5, 10, 50 рентенпфеннігів та банкноти 1, 2, 5, 10, 50, 100, 500, 1000 рентних марок

## Історія

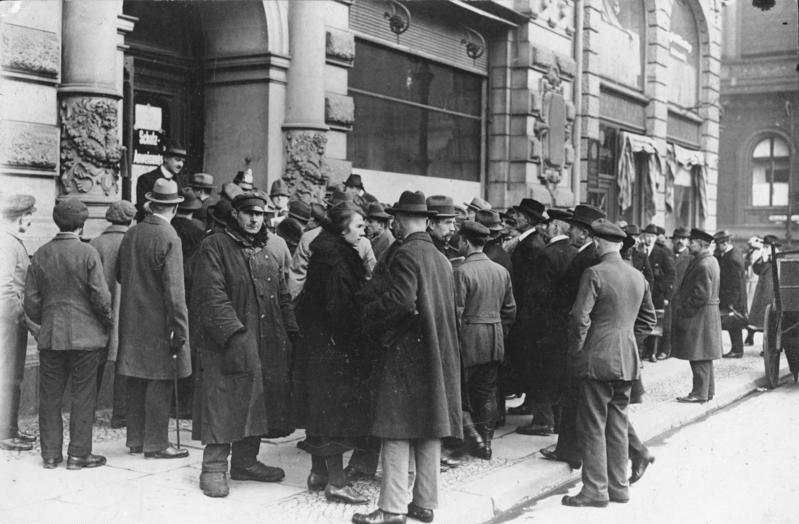
Листопад 1923. Черга по обміну грошей. Німецький Федеральний Архів. Код 183-H29263

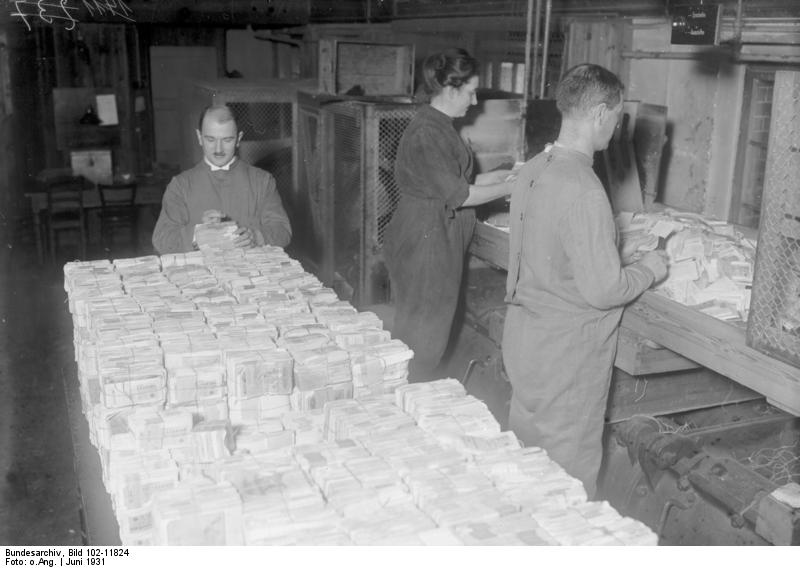
Німецький Райхсбанк. Жовтень 1923 року. Німецький Федеральний Архів Код 102-11824

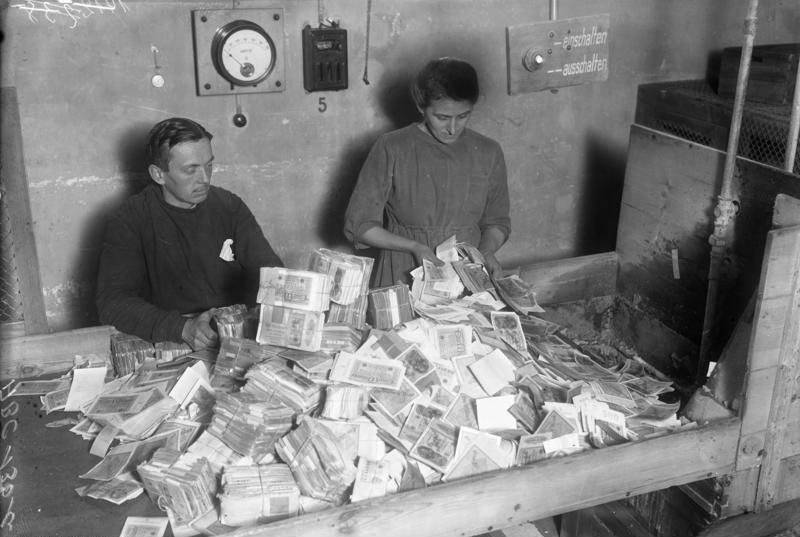
Німецький Райхсбанк. Січень 1924 року. Німецький Федеральний Архів. Код 102-00238

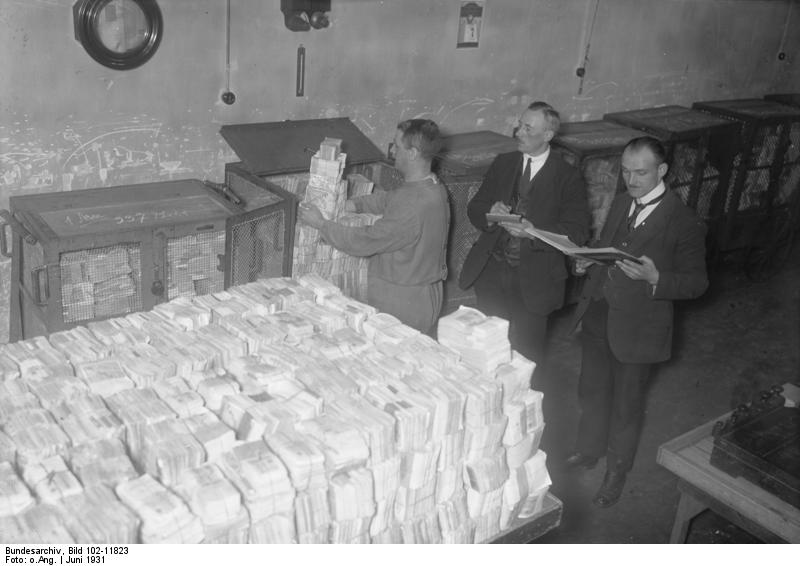
Німецький Райхсбанк. Червень 1931 року. Німецький Федеральний Архів. Код 102-11823

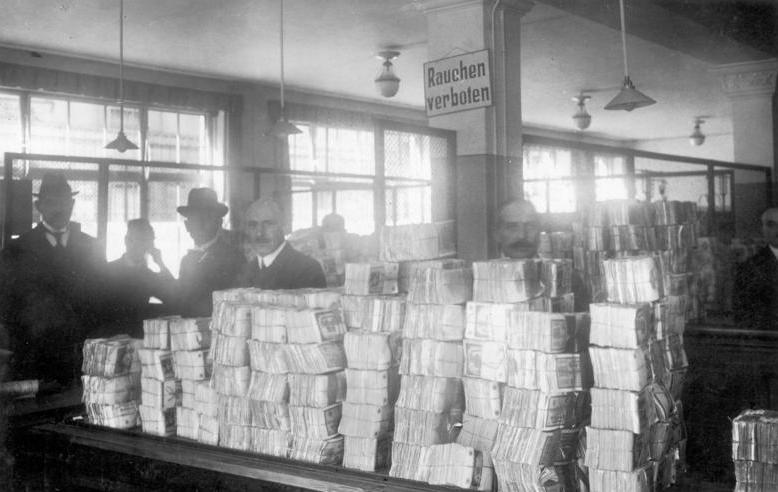
Жовтень 1923. Німецький Федеральний Архів. Код 183-R1215-506

У серпні 1923 економіст Карл Гельферих запропонував план випуску нової валюти, «роггенмарки» (нім. Roggenmark) (укр. дослівно «житня марка»), щоб стабілізувати іпотечні облігації, індексованих до ринкової ціни житнього зерна. План був відхилений через сильне коливається цін на жито у паперових марок. Міністр сільського господарства Ганс Лютер запропонував план, яким чином за жито можна було розраховуватись золотом, таким чином започаткувавши рентну марку (Rentenmark (дослівно укр. іпотечний знак)) при підтримці облігацій, індексованих за ринковою ціною золота. За курсом рентна марка була визначена в золотому складі: 2790 золотих марок за кілограм золота — так само, як в передвоєнних золотих марках. Рейсмаркою не викупляли золото, вона була індексована до золотих облігаціях. План був прийнятим, відбулася грошова реформа.
15 жовтня 1923 міністром фінансів Веймарської республіки Гансом Лютером та рейхсканцлером Густавом Штреземаном підписаний закон про створення Німецького рентного банку (нім. Deutsche Rentenbank). Введення рентної марки в обіг році дозволило зупинити гіперінфляцію 1921-1923. Його капітал створили шляхом націоналізації завдяки 4 % нерухомого майна кожного підприємця, фермера і промисловця й становив 3,2 мільярда рентних марок. На підставі закону 4 %, від вартості земельних ділянок, основних промислових засобів і сільськогосподарських підприємств переходили у власність Німецького рентного банку. Хоча власник міг викупити належну йому частку майна. Але націоналізоване майно не обкладалося податками протягом 5 років і рентна марка таким чином закріплювалася. 2790 золотих марок дорівнювали 1 кілограму щирого золота. Населення позитивно сприйняло появу стабільної грошової одиниці, що базується на ціні золота. Золота марка, за курсом від 20 листопада 1923, прирівнювалася до 1 трильйону (1 000 000 000 000) Papiermark. Швидке припинення інфляції назвали «дивом рентної марки» (нім. Wunder der Rentenmark).
20 листопада 1923 помер президент Райхсбанку Рудольф Хавенстейн. На його місце призначили Ялмара Шахта. Станом на 30 листопада 1923 в обігу налічувалося 500 мільйонів рентних марок, 1 січня 1924 — 1 мільярд марок, у липні 1924 — 18 мільярдів марок. У той же час, продовжувався обмін паперових марок на рентну марку. У липні 1924 сумарні позначки паперової марки збільшилася до 1,2 секстильйони (1.200.000.000.000.000.000.000) паперових марок за 1 рентну марку. 30 серпня 1924 управлінням Райхсбанку було прийняте рішення надати населенню дозвіл обміняти 1 трильйон паперових марок на нову райхсмарку, за тим самим курсом, що застосовувався s до рентної.
У серпні 1924 уряд Веймарської республіки прийняв план Дауеса, який встановлював новий порядок виплат репарацій після Першої світової війни. У документі наголошувалося на запровадження стабільної національної валюти. 30 серпня 1924 як законний платіжний засіб на території Німеччини вводилася і райхсмарка. Її також прирівняли до золотої марки. Курс обміну рентної на рейхсмарку становив 1: 1. Але рейхсмаркою не замінили рентну марку — обидві грошові одиниці мали паралельне ходіння. Основна відмінність між двома грошовими одиницями полягала в способі їх забезпечення.
Рентна марка, як законний платіжний засіб, пережила, як і Веймарську республіку, так і Третій рейх. З 28 червня 1948 в окупованих союзниками областях виводилася рентна марка з обігу. У радянській зоні окупації до 28 червня 1948 рентні марки обмінювалися на спеціальні купони. Через місяць купони замінилися на марки Німецького емісійного банку (нім. Deutsche Mark der Deutschen Notenbank).

## Роль рентної марки
Рентна марка не була офіційною національною валютою. Оскільки рентна марка і рейхсмарка мали курс 1:1, а також однакову абревіатуру «RM», виводити з обігу рентну з введенням рейхсмарки не було необхідності. Рентна марка забезпечувалася заставою нерухомого майна. В свою чергу райхсмарка класичним способом — фінансовими коштами держави, наприклад, вугіллям чи золотом. У законі про введення райхсмарки було уточнення: райхспфеніг прирівнювався до рентенпфеннігів і також їхній випуск відбувався під контролем держави. Після закінчення Другої світової війни рентна марка була в обігу як в Тризонії так і в радянській зоні окупації. У радянській зоні окупації на рентних марках наліплювалися спеціальні наклейки на купюри зразка 1937 року. і лише тоді вони виконувати роль платіжного засобу. 21 червня 1948 року у Тризонії вводилася німецька марка, водночас у радянській зоні окупації рентні марки обмінювались на німецьку марку радянської зони (пізніше на марку НДР (перейменована в 1974 році).

## Банкноти
У 1923 році в обігу з'явилися банкноти номіналами: 1, 2, 5, 10, 50, 100, 500 і 1000 рентних марок. Згодом з'явилися серії, датовані 1925-1926 (5, 10 і 50 рентних марок) роками, 1934 (50 рентних марок) року та 1937 (1, 2, 5 рентних марки) року. Банкноти випуску 1937 року надійшли в обіг в 1939 році. Банкноти, зразка 1937 року використовувалися в 1945-1948 роках на окупованих зонах союзниками.

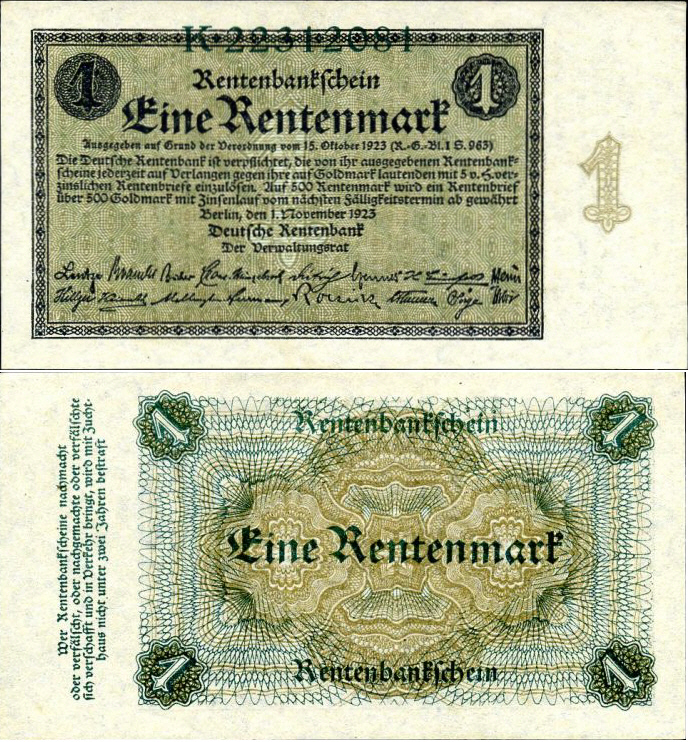
1 рентна марка, зразка 1923 року. Розмір 120x65 мм
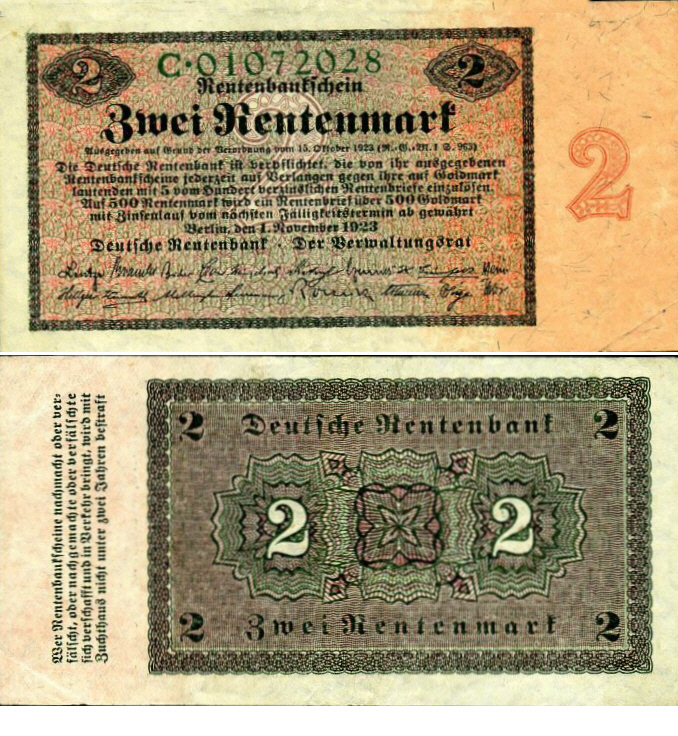
2 рентні марки, зразка 1923 року. Розмір 125x65 мм
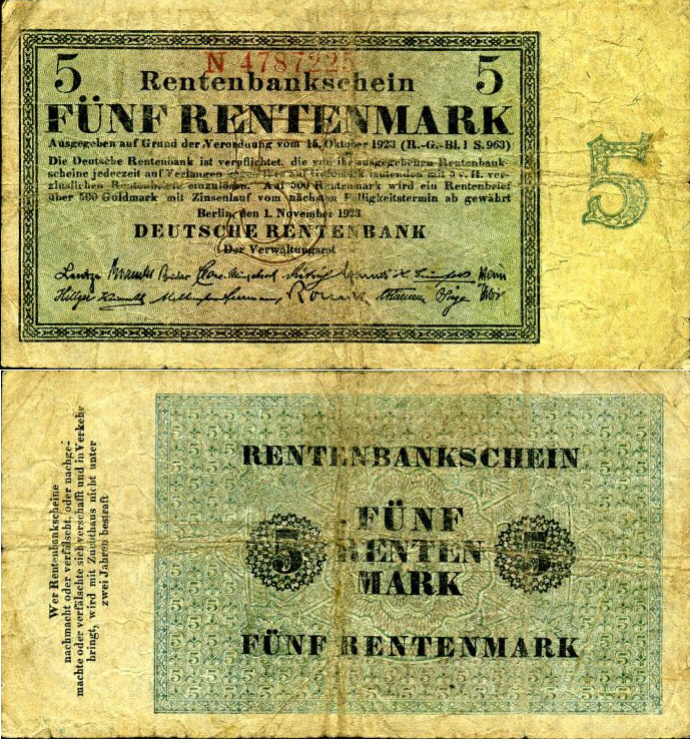
5 рентних марок, зразка 1923 року. Розмір 125x68 мм
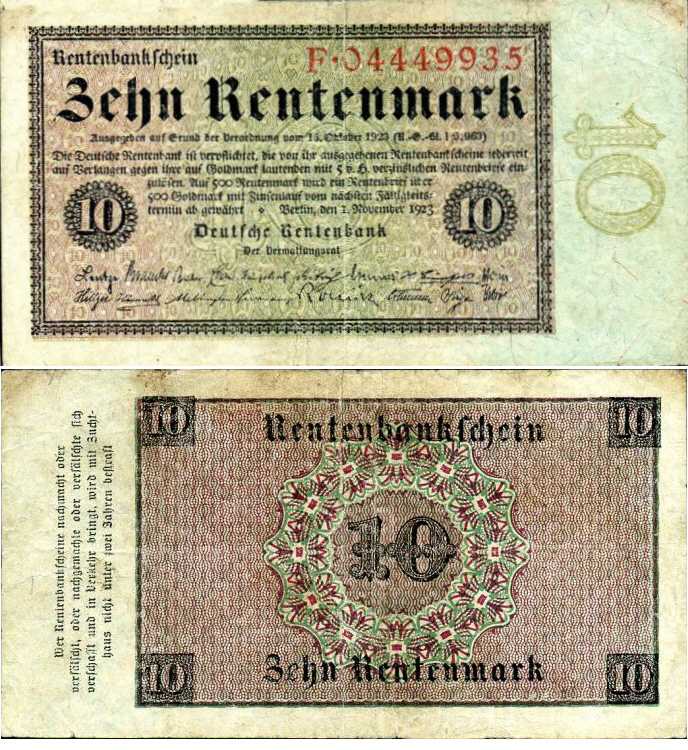
10 рентних марок, зразка 1923 року. Розмір 130x71 мм
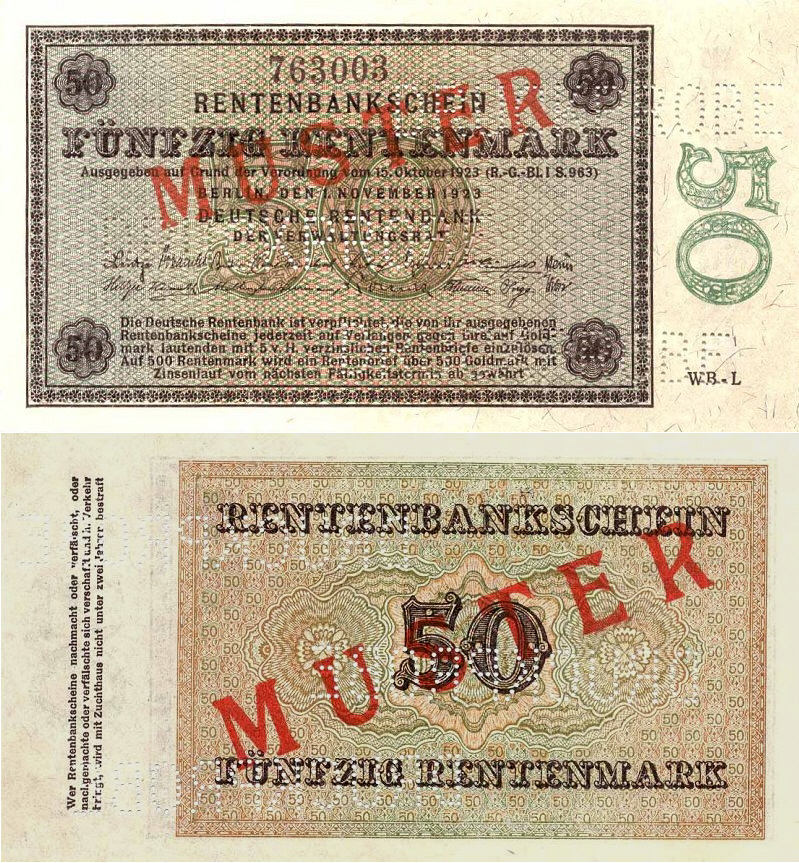
50 рентних марок, зразка 1923 року. Розмір 130x71 мм
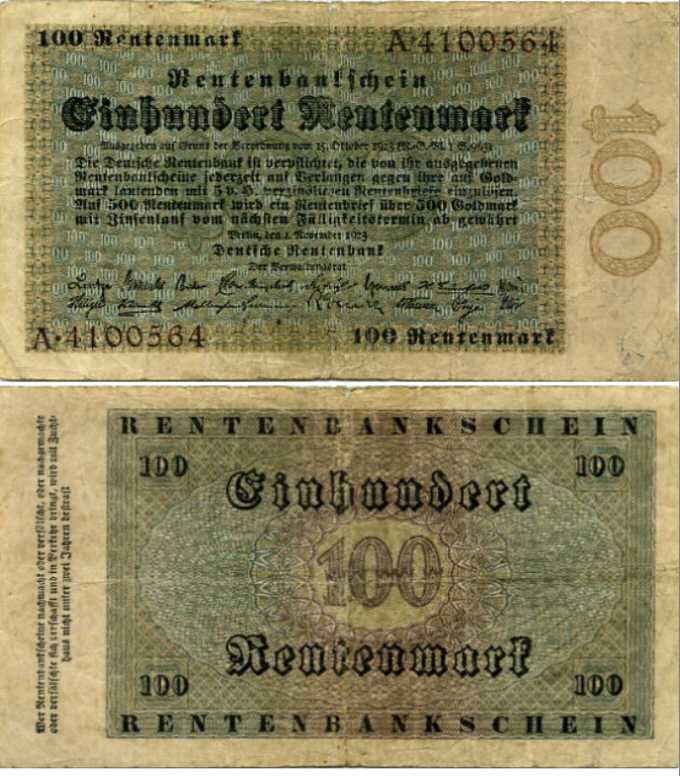
100 рентних марок, зразка 1923 року. Розмір 130x80 мм
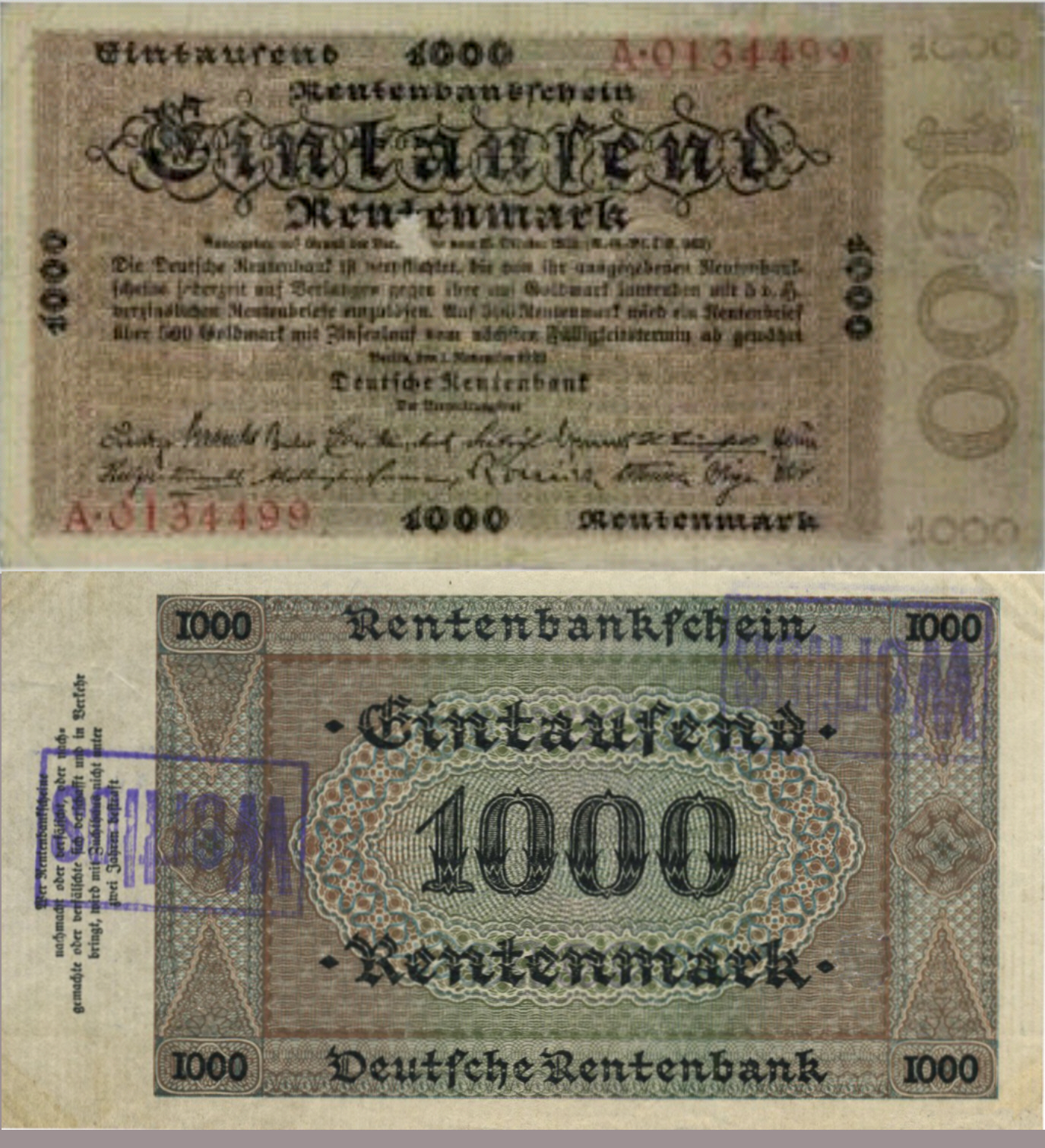
1000 рентних марок, зразка 1923 року. Розмір 155x86 мм
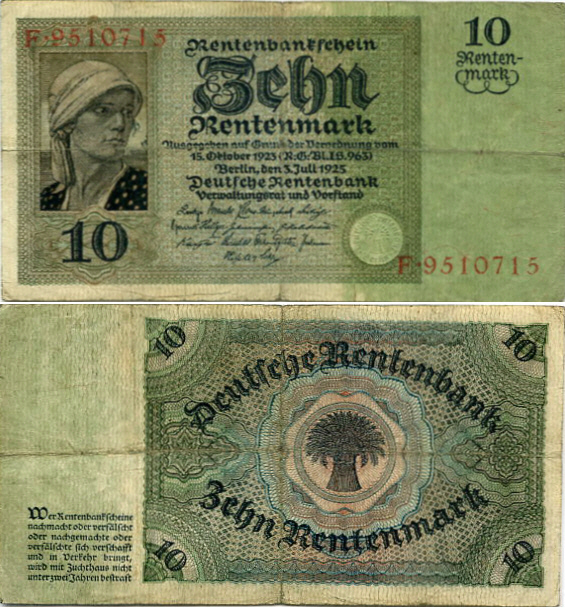
10 рентних марок, зразка 1925 року
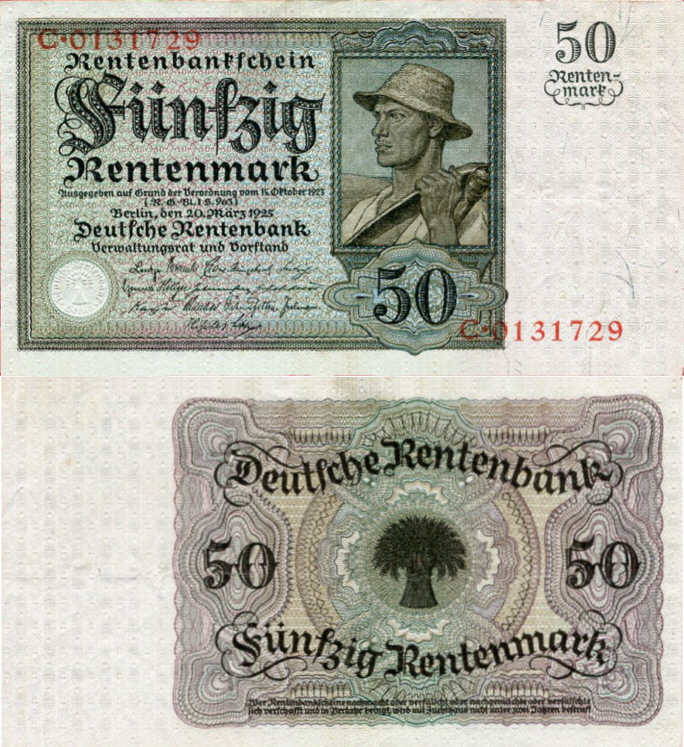
50 рентних марок, зразка 1925 року
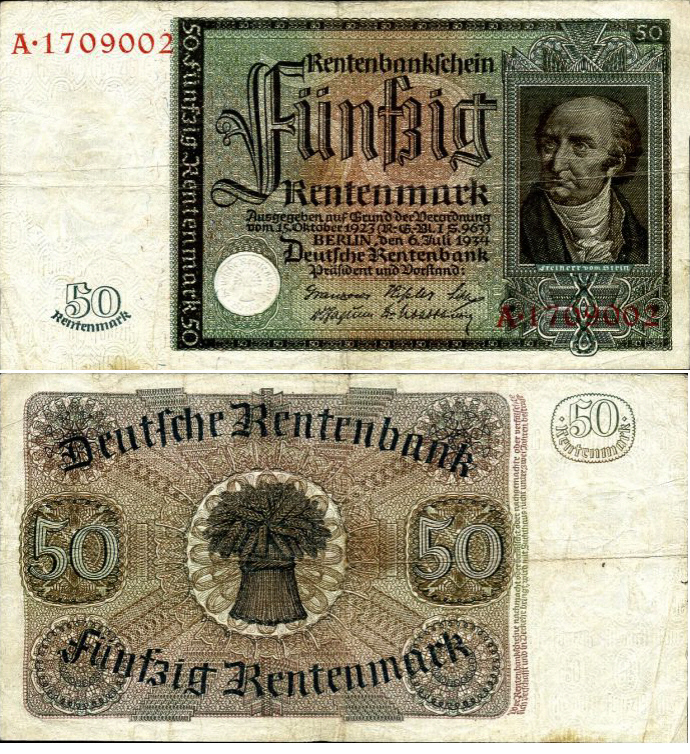
50 рентних марок, зразка 1934 року
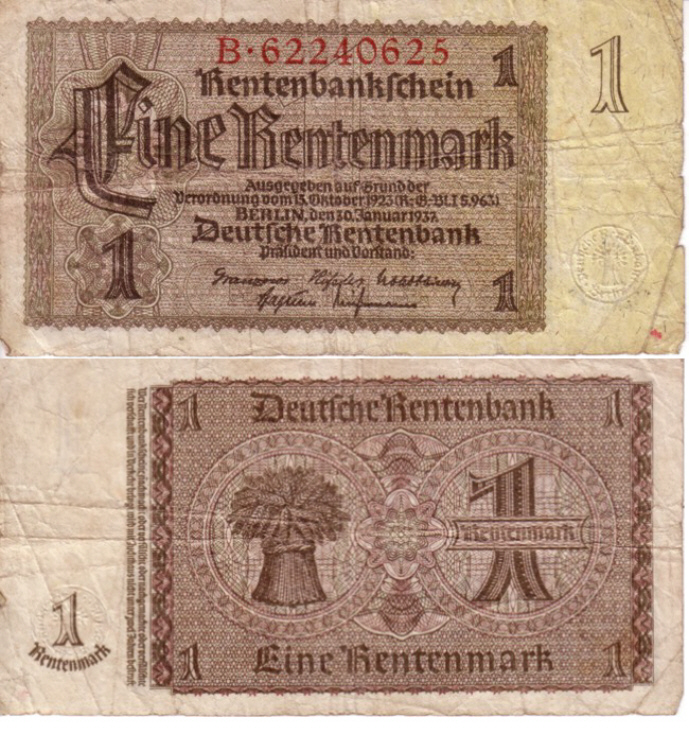
1 рентна марка, зразка 1937 року
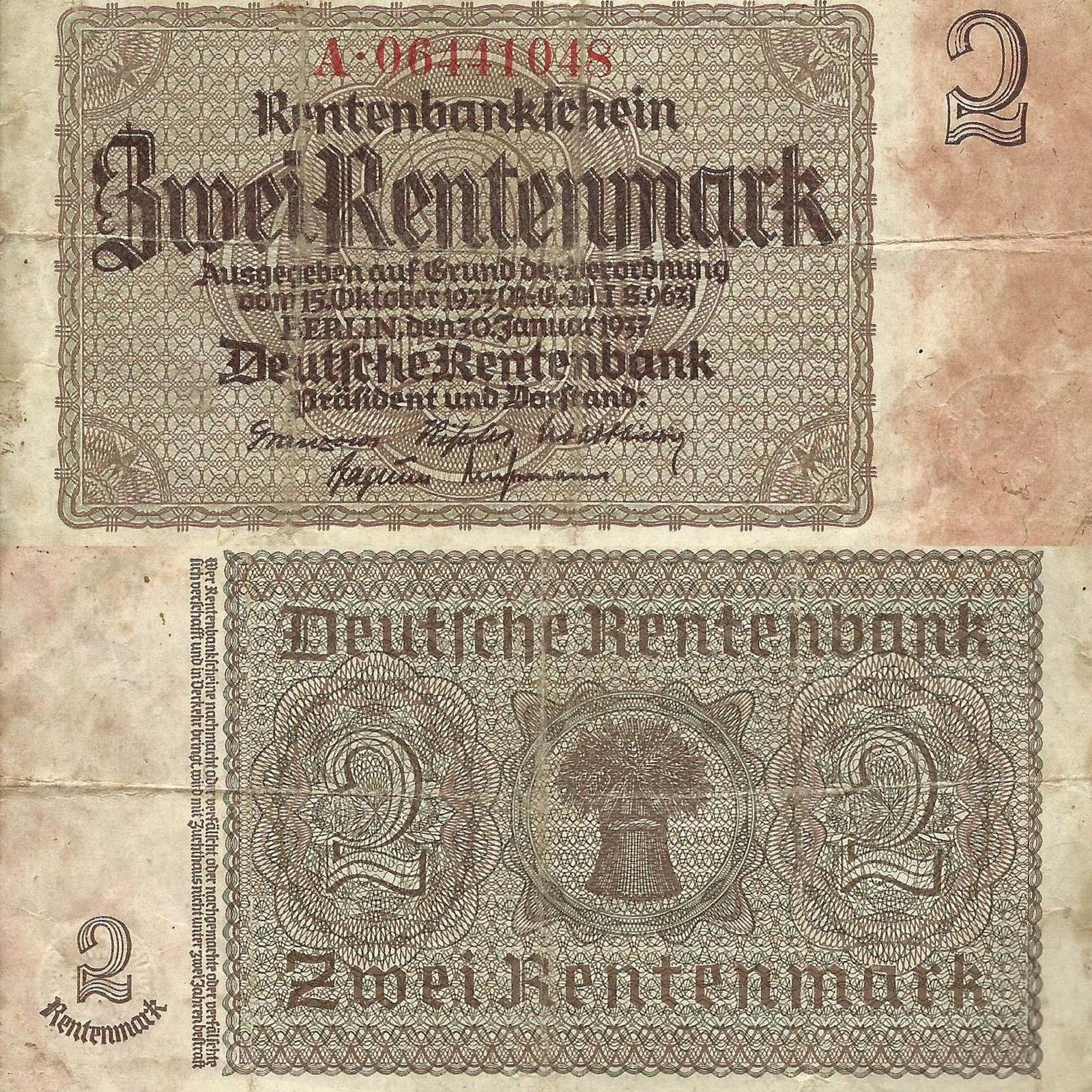
2 рентні марки, зразка 1937 року
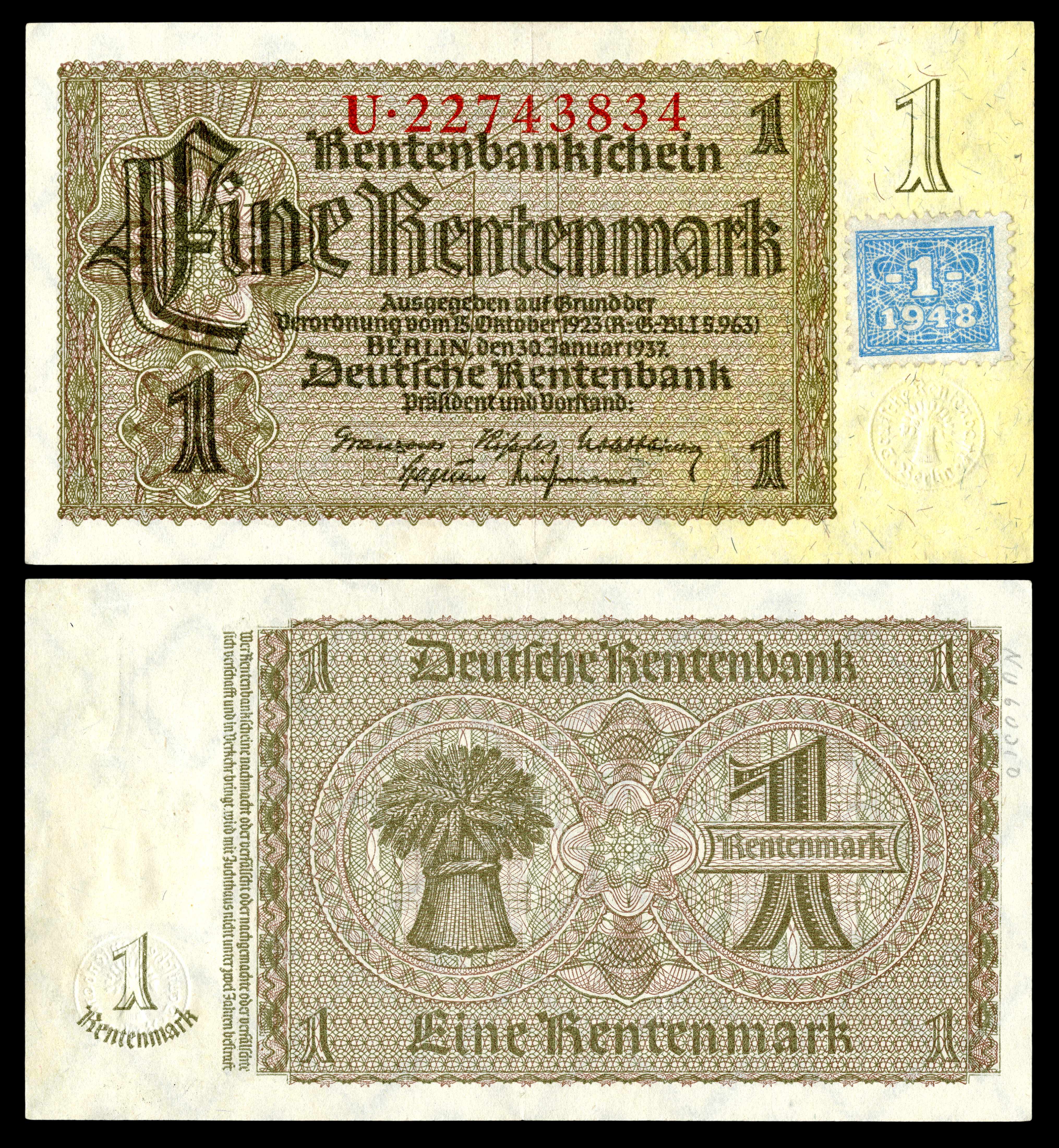
1 рентна марка, 1948 рік (дві дати: на самій купюрі 1937 та на наклейці 1948). Радянська зона окупації Східної Німеччини
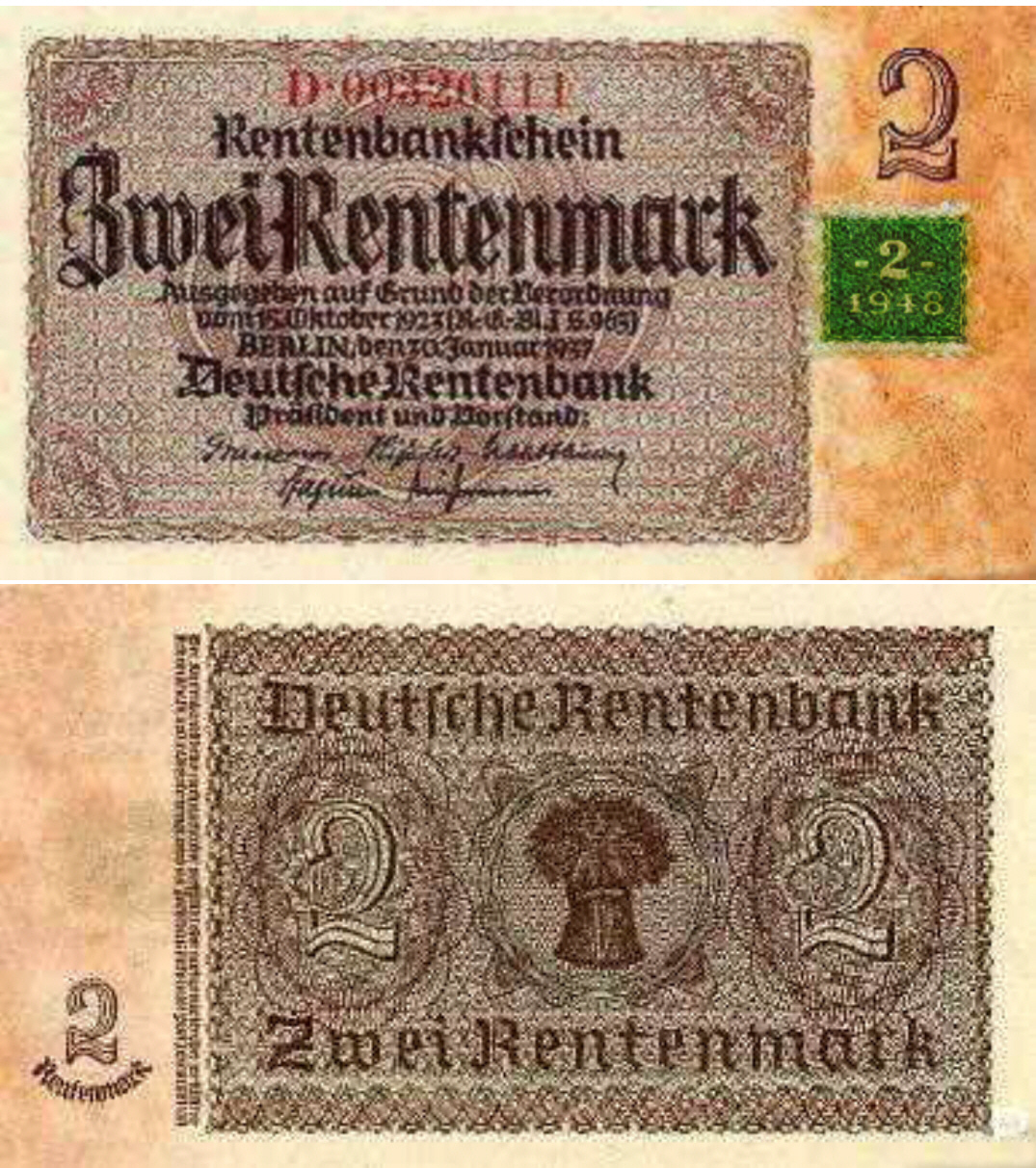
2 рентні марки, 1948 рік (дві дати: на самій купюрі 1937 та на наклейці 1948). Радянська зона окупації Східної Німеччини
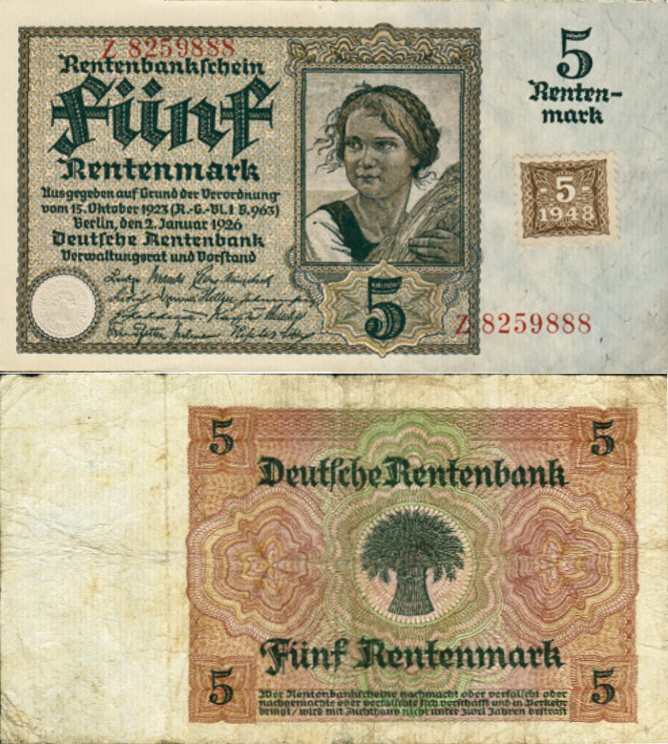
5 рентних марок, 1948 рік (дві дати: на самій купюрі 1937 та на наклейці 1948). Радянська зона окупації Східної Німеччини

## Відео
- 15th October 1923: Rentenmark introduced in Weimar Germany
- What brought the Weimar hyperinflation to an end?